# Gyöngyössy Imre
Gyöngyössy Imre (Pécs, 1930. február 25. – Budapest, 1994. május 1.) Balázs Béla-díjas magyar filmrendező, író, költő, dramaturg, és forgatókönyvíró.

## Pályafutása
1961-ben kapta meg rendezői diplomáját. Első játékfilmjét 1969-ben forgatta. Az 1970-es évek végétől az NSZK-ban élt és dolgozott. Állandó alkotótársával, Kabay Barnával közösen készített dokumentum- és játékfilmjei jelentős nemzetközi sikert arattak. Felesége Petényi Katalin művészettörténész, forgatókönyvíró és vágó volt. Fiuk: Gyöngyössy Bence filmrendező.

### A kezdetek
Gyöngyössy Imre Pannonhalmán, a bencéseknél végzett, akikkel később is tartotta a kapcsolatot. Állítólag ez volt az egyik oka annak, hogy egyetemi évei alatt – magyar–olasz szakos hallgató volt – börtönbe került, és kényszermunkára fogták. Dolgozott fűrésztelepi betanított munkásként, Tatabányán pedig vájárként. 1954 és 1956 között irodalmi tevékenységet folytatott. Rehabilitálása után megkezdhette tanulmányait a Színház- és Filmművészeti Főiskola rendezői szakán, ahol 1961-ben kapta meg a diplomáját. Ezután a Hunnia Filmstúdió munkatársa lett. Keleti Márton számára forgatókönyvet írt Kékesdy Gyula novellájából (Amíg holnap lesz, 1961). Gaál István Zöldár (1965) című filmjének forgatókönyvét a rendező társaságában írta.  Kósa Ferenc Tízezer nap (1966) című alkotásában szintén forgatókönyvíróként működött közre a rendező és Csoóri Sándor társaságában. A Balázs Béla Stúdióban kezdett rendezni, ahol két rövidfilmet forgatott. A Férfi arckép (1964) a rendező édesapjáról, egy falusi körzeti orvosról szóló szubjektív vallomás. A Változatok egy városról (1965) Miskolc múltját, jelenét és lakosait mutatja be. 1966-ban Ranódy László asszisztense volt az Aranysárkány című filmben.

### A korai játékfilmek
1969-ben készült el Gyöngyössy első önálló játékfilmje, a fekete-fehérben forgatott Virágvasárnap. A művész így nyilatkozott az alkotásáról: „A Virágvasárnap valóban élt történelmi hősökről szól, mégsem úgy történelmi film, hogy egy vagy több személy hiteles története.” A dráma főhőse egy olyan káplán, aki rokonszenvezett a Tanácsköztársaság eszméivel, ezért a rövid életű munkáskormány bukása után a politikai tisztogatásokat végző Prónay-különítményesek vele is végeztek. A Meztelen vagy (1972) egyike volt az első magyar filmeknek, melyek a cigányság problémáival foglalkoztak. A történet főszereplője egy cigány festő, aki visszatér a cigánytelepre, hogy a maga tapasztalataival segítse társai felemelkedését. Próbálkozása tragédiával végződik. A filmet a Sály melletti tarizsai Dankó-telepen forgatták, Oszter Sándor mellett számos amatőr közreműködésével. (25 évvel később a rendező fia, Gyöngyössy Bence ugyanitt forgatta a Romani Kris című első játékfilmjét.) Az 1944-es sátoraljaújhelyi börtönlázadásnak állított emléket a szimbólumokkal teli, költői szépségű Szarvassá vált fiúk (1974) című filmdráma, Törőcsik Mari, Lukács Sándor, Kozák András, Kútvölgyi Erzsébet és Bencze Ilona főszereplésével. A film megosztotta a magyar kritikusokat és a közönséget, ám egész biztosan kiemelt helye van a meztelenség hazai mozgóképes ábrázolásában. Addig ugyanis – Jancsó Miklós filmjeit is beleértve – egyetlen magyar alkotásban sem mutattak annyi frontális női és főleg férfi meztelenséget, mint a Szarvassá vált fiúkban. A Várakozók (1975) a második világháború vége felé játszódó dráma, amelyben egy anya kitartóan várja vissza valójában már halott fiait a harcmezőkről. A várakozásban és reménykedésben egy másik asszony a társa, a dada. A képek kifejező ereje mellett a film a két főszereplő, Törőcsik Mari és a lengyel Maja Komorowska kimagasló színészi játékára épül.

### A nemzetközi sikerek
Gyöngyössy és állandó alkotótársa, Kabay Barna számára a nemzetközi sikert katartikus hatású dokumentumfilmjeik hozták meg. A Két elhatározás (1977) főszereplője, az idős Veronika néni még két dolgot szeretne véghez vinni az életében: újra megművelni régóta elhanyagolt szőlőjét, és meglátogatni külföldön élő fiát. Az élet értelméről szóló, mélyen humánus alkotást világszerte nagy tetszéssel fogadták. Az Orvos vagyok (1979) egy bázeli kongresszusra készülő orvos és idős kollégája beszélgetései által az orvosi hivatás szépségéről, felelősségéről és buktatóiról szól. A Töredék az életről (1979) című alkotásában Gyöngyössy lényegében e dokumentumfilmek tematikáját dolgozta fel játékfilmes eszközökkel. A főszereplő, Bogár Éva története bizonyos értelemben párhuzamba állítható a Meztelen vagy cigány festőjének sorsával. Az 55 éves, sikeres és elismert asszony nyugdíjba vonulása után visszatér az övéihez, hogy szűk családi és baráti körben visszataláljon a gyökereihez. Próbálkozása kudarcot vall: be kell látnia, hogy a sikerért, a karrierért feláldozta családi boldogságát, emberi kapcsolatait. Nincs már más lehetősége, mint visszatérnie a városba. A televízió számára készült a Havasi selyemfiú (1979), Tersánszky Józsi Jenő regényének míves feldolgozása a korosodó asszonyról, aki élete vége felé feladja addigi, kényszerből vállalt ridegségét, és szerelemre gyullad a nála dolgozó fiatal legény iránt. (Mind a játékfilm, mind a tévéfilm női főszerepét Kovács Mária alakította.)
A jelentős nemzetközi sikert aratott Jób lázadása (1983) főszereplője egy idős, gyermektelen zsidó házaspár (Zenthe Ferenc és Temessy Hédi emlékezetes alakítása) a II. világháború időszakában. Az évek során hét gyermeküket temették el. Hogy ne vesszen kárba egész életük munkájának gyümölcse, végül egy keresztény kisfiút fogadnak örökbe, hogy ráhagyják minden vagyonukat. A vadóc kisfiú és a vallásos szülők kapcsolata fokozatosan elmélyül, mígnem eljön az a pillanat, amikor számot kell adniuk emberségből, szeretetből és önfeláldozásból. A katartikus hatású filmdrámát a legjobb idegen nyelvű filmnek járó Oscar-díjra jelölték. Ugyanerre a díjra nevezték néhány évvel később a Federico García Lorca drámájából készült Yerma is (1984). (A magyar–NSZK koprodukció végül nem került a legjobb 5 közé.) A tragikus történet főszereplője a szerelemre és gyermekre vágyó fiatal Yerma. Férje képtelen gyermeket nemzeni asszonyának, ezért a munkába menekül, hogy legalább a gondtalan életet biztosítani tudja számára. Feltűnik a színen Yerma gyermekkori szerelme, és a tragédia elkerülhetetlenné válik. A magyar kritikusok kifogásolták, hogy – feltehetően a koprodukciós partner igényei miatt – Gyöngyössy izzó dráma helyett már-már idillien fotografált melodrámát forgatott. Kifogásként hangzott el az is, hogy a külföldi főszereplők – Gudrun Landgrebe és Mathieu Carrière – sem fizikai adottságaikkal, sem színészi teljesítményükkel nem voltak képesek érzékeltetni a lorcai mondanivalót. Gyöngyössy az elkövetkezendő majdnem egy évtizedben főleg a (nyugatnémet) televízió számára dolgozott. Utolsó játékfilmje, a Halál sekély vízben (1994) kiindulópontja az úgynevezett Elbert-ügy volt: Elbert János műfordítót 1983. március 9-én holtan találták Siófoknál, a  Balatonban. A hivatalos közlemény szerint vízbe fulladt, noha a víz ott csupán alig fél méter mély volt. Sokan azt rebesgették, hogy valójában a KGB ölette meg, ráadásul a magyar hivatalos szervek is feltűnő igyekezettel próbálták bizonyítani, hogy csupán tragikus baleset történt. A pletykákat azonban tovább táplálta, hogy később Elbert fia és felesége is tisztázatlan körülmények között vesztette életét. A Halál sekély vízben a kommunista rendszer idején eltűnt és/vagy meggyilkolt személyek sorsának tanulságaira kívánta felhívni a figyelmet. Bár túl sok engedményt tett a vélt közönségigényeknek, akciófilmet imitáló képsorai néhol már-már mulatságosak, végkicsengése azonban alig néhány évvel a rendszerváltás után feltűnően pesszimista volt: valójában semmi nem változott, a régi rendszer képviselői átmentették a hatalmukat, és ugyanazok mondják a megrendítő gyászbeszédeket az ártatlan áldozatok emlékére, mint akik korábban a megölésükre adtak parancsot.

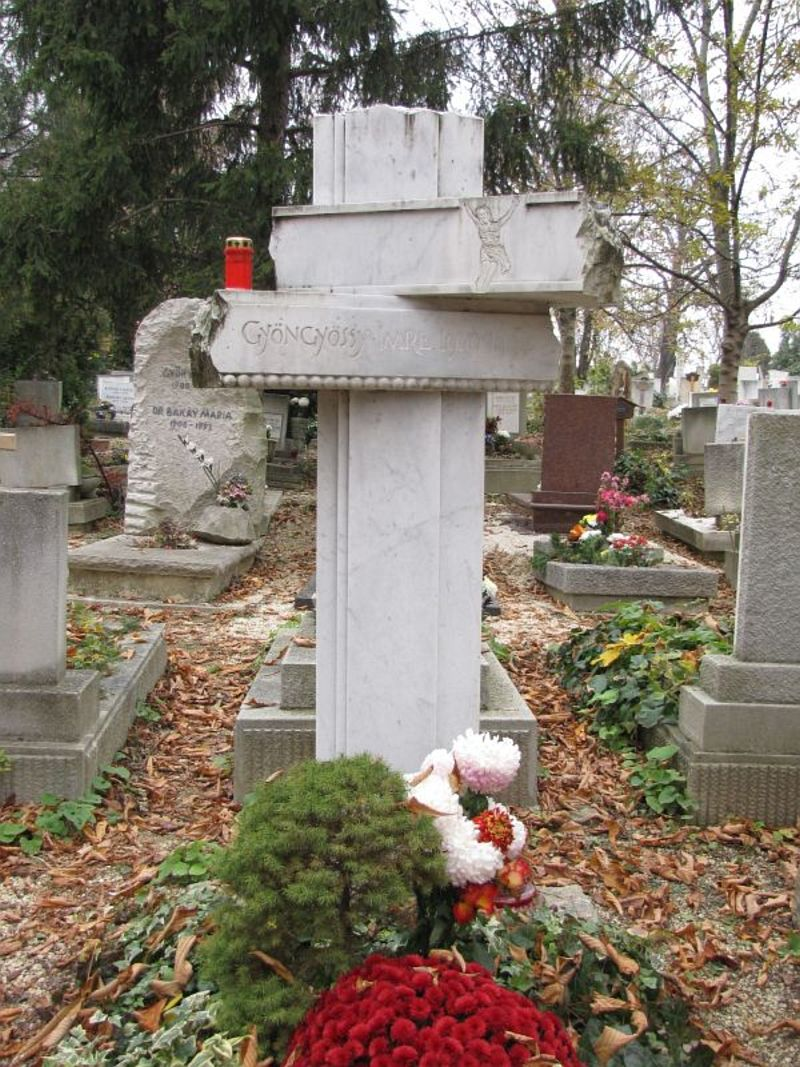
Gyöngyössy Imre sírja Budapesten. Farkasréti temető: 25-1-23/1. Alkotó: Csíkszentmihályi Róbert

## Filmjei

### Játékfilmek
- 1964 Nyáron egyszerű
- 1969 Virágvasárnap
- 1972 Meztelen vagy
- 1974 Szarvassá vált fiúk
- 1975 Várakozók
- 1980 Töredék az életről
- 1983 Jób lázadása
- 1984 Yerma
- 1994 Halál sekély vízben

### Dokumentumfilmek, rövidfilmek, tévéfilmek
- 1964 Férfi arckép
- 1965 Változatok egy városról
- 1973 Re magi (rövidfilm)
- 1975 Memento I–IV.
- 1976 Biennale di Venezia
- 1976 Melosz pusztulása (tévéfilm)
- 1977 Két elhatározás
- 1978 Tengerre néző cellák (tévéfilm)
- 1979 Orvos vagyok
- 1979 Havasi selyemfiú (tévéfilm)
- 1980 Das Wunderkind (rövidfilm)
- 1980 Mint Daedalus és Ikarus (rövidfilm)
- 1981 Pusztai emberek
- 1985 Add tudtul fiaidnak
- 1985 Loan I–III.
- 1986 A szabadság rabjai
- 1987 Boat People
- 1988 Cirkusz a holdon
- 1988 Elhagyott brazil utcagyerekek
- 1989 Johnny, a szerencsés I–IV.
- 1989 50 év hallgatás (Fünfzig Jahre Schweigen: Deutsche in der UDSSR)
- 1990 Keresztények Szovjet-Közép-Ázsiában
- 1991 Száműzöttek (Johnny, der Glückspilz)
- 1993 Holtak szabadsága

## Kötetei
- Yerma. Nach Motiven von Federico García Lorca. Deutsch-Ungarische Koproduktion von Imre Gyöngyössy und Barna Kabay; szerk. Petényi Katalin, Vayer Tamás; Jugendbuch- und Zeitungsverlag, Bp., 1985
- Trois cinéastes aux aguets. Imre Gyöngyössy, Barna Kabay, Katalin Petényi; Európa 2000 Kft.–Satellit-Film GmbH, Bp.–Starnberg, 1993
- Remény és mítosz / Hope and myth / Speranza e mito; vál., szerk. Petényi Katalin, angolra ford. Ralph Berkin, olaszra ford. Mariarosaria Sciglitano, versford. Roberto Ruspanti; CinemaStar Kft., Újlengyel, 2015
- Stigma; olaszra ford. Roberto Ruspanti; Nap, Bp., 2021

## Díjak
- Balázs Béla-díj (1971)
- Érdemes művész (1979)
- SZOT-díj (1980)
- Cinema per la Pace-életműdíj (1988)